# Associazione Sportiva Magenta 1947-1948
Questa voce raccoglie le informazioni riguardanti l'Associazione Sportiva Magenta nelle competizioni ufficiali della stagione 1947-1948.

## Rosa
| N. |                   | Ruolo | Calciatore          |
| -- | ----------------- | ----- | ------------------- |
|    | Italia (bandiera) | D     | Carlo Agosti        |
|    | Italia (bandiera) | A     | Virginio Asiani     |
|    | Italia (bandiera) | C     | Luigi Barbesta      |
|    | Italia (bandiera) | A     | Gaetano Baroni      |
|    | Italia (bandiera) | C     | Italo Brugola       |
|    | Italia (bandiera) | C     | Virginio Busconi    |
|    | Italia (bandiera) | A     | Clemente Garavaglia |
|    | Italia (bandiera) | P     | Mario Longoni       |
|    | Italia (bandiera) | A     | Lando Macchi        |
|    | Italia (bandiera) | A     | Michele Manenti     |
|    | Italia (bandiera) | A     | Luigi Masperi       |
|    | Italia (bandiera) | C     | Angelo Medri        |

| N. |                     | Ruolo | Calciatore         |
| -- | ------------------- | ----- | ------------------ |
|    | Italia (bandiera)   | D     | Luigi Mereghetti   |
|    | Italia (bandiera)   | C     | Primo Moia         |
|    | Italia (bandiera)   | A     | Naiadi             |
|    | Italia (bandiera)   | A     | Cesare Pastori     |
|    | Italia (bandiera)   | A     | Martino Petitti    |
|    | Ungheria (bandiera) | C     | Gyula Polgár       |
|    | Italia (bandiera)   | A     | Pietro Radaelli    |
|    | Italia (bandiera)   | C     | Gino Ravizza       |
|    | Italia (bandiera)   | A     | Piero Sacchini     |
|    | Italia (bandiera)   | A     | Vittorino Solbiati |
|    | Italia (bandiera)   | D     | Pierino Uglietti   |
|    | Ungheria (bandiera) | A     | Jeno Vadkerti      |

## Statistiche

### Statistiche dei giocatori
| Giocatore     | Serie B  | Serie B | Totale   | Totale |
| Giocatore     | Presenze | Reti    | Presenze | Reti   |
| ------------- | -------- | ------- | -------- | ------ |
| C. Agosti     | 6        | 0       | 6        | 0      |
| V. Asiani     | 1        | 0       | 1        | 0      |
| L. Barbesta   | 8        | 0       | 8        | 0      |
| G. Baroni     | 12       | 4       | 12       | 4      |
| I. Brugola    | 3        | 1       | 3        | 1      |
| V. Busconi    | 24       | 1       | 24       | 1      |
| C. Garavaglia | 22       | 5       | 22       | 5      |
| M. Longoni    | 24       | -?      | 24       | -?     |
| L. Macchi     | 11       | 1       | 11       | 1      |
| M. Manenti    | 14       | 4       | 14       | 4      |
| L. Masperi    | 1        | 1       | 1        | 1      |
| A. Medri      | 16       | 0       | 16       | 0      |
| L. Mereghetti | 27       | 0       | 27       | 0      |
| P. Moia       | 19       | 1       | 19       | 1      |
| Naiadi        | 5        | 1       | 5        | 1      |
| C. Pastori    | 23       | 6       | 23       | 6      |
| M. Petitti    | 12       | 0       | 12       | 0      |
| G. Polgár     | 30       | 0       | 30       | 0      |
| P. Radaelli   | 24       | 0       | 24       | 0      |
| G. Ravizza    | 5        | 0       | 5        | 0      |
| P. Sacchini   | 5        | 1       | 5        | 1      |
| V. Solbiati   | 32       | 4       | 32       | 4      |
| P. Uglietti   | 29       | 0       | 29       | 0      |
| J. Vadkerti   | 11       | 1       | 11       | 1      |